# Bryan Johnson (Sänger)
Bryan Johnson (* 18. Juli 1926; † 18. Oktober 1995) war ein britischer Sänger und Theaterschauspieler.

## Leben und Wirken
Als Sieger des Vorentscheids durfte Johnson beim Eurovision Song Contest 1960 für das Vereinigte Königreich antreten. Mit dem Song Looking High, High, High erreichte er den zweiten Platz. Das Stück erreichte in den britischen Charts Platz 20. Einen erneuten Versuch bei der britischen Vorauswahl zum Wettbewerb im Jahr darauf konnte er nicht mehr gewinnen.
Er wurde danach als Theaterschauspieler aktiv und wurde Mitglied der Company von Donald Wolfit. Johnson war als Hofnarr in Was ihr wollt und König Lear zu erleben. In späteren Jahren spielte Johnson in Musicals wie Lock Up Your Daughters und A Christmas Carol.